# Dadukou, Chongqing
Dadukou är ett innerstadsdistrikt i storstadsområdet Chongqing i sydvästra Kina. Antalet invånare vid folkräkningen 2020 var 421 904.
Distriktet är indelat i fem stadsdelsdistrikt och tre köpingar.
Stadsdelsdistrikt (jiedao):

- Chunhuilu (春晖路街道)
- Jiugongmiao (九宫庙街道)
- Qiezixi (茄子溪街道)
- Xinshancun (新山村街道)
- Yuejincun (跃进村街道)

Köpingar (zhen):

- Baqiao (八桥镇)
- Jiansheng (建胜镇)
- Tiaodeng (跳磴镇)